# Kōya Handa
Kōya Handa (japanisch 半田 航也 Handa Kōya; * 27. September 1998 in der Präfektur Akita) ist ein japanischer Fußballspieler.

## Karriere
Handa erlernte das Fußballspielen in der Jugendmannschaft von Blaublitz Akita und der Universitätsmannschaft der Sapporo-Universität. Von September 2020 bis Saisonende wurde er von der Universität an seinen Jugendverein Blaublitz ausgeliehen. Der Verein aus Akita spielte in der dritten japanischen Liga, der J3 League. Am Ende der Saison wurde er mit dem Klub Meister und stieg in die zweite Liga auf. Nach Ende der Ausleihe wurde er im Februar 2021 von Akita fest unter Vertrag genommen. Die Saison 2023 wurde er an den Viertligisten Verspah Ōita ausgeliehen. Für den Klub aus Yufu bestritt er 19 Ligaspiele. Hierbei schoss er sieben Tore. Nach der Ausleihe kehrte er Ende Januar 2024 zu Blaublitz zurück. In der Saison 2024 bestritt er zehn Zweitligaspiele. Im Februar 2025 wechselte er auf Leihbasis zum Drittligisten Gainare Tottori.

## Erfolge
Blaublitz Akita
- Japanischer Drittligameister: 2020